# Bageu
|  | Cal no confondre aquest personatge amb Bageu, noble persa del segle iv aC |

Bageu (grec antic: Βαγαῖος, Bagaîos) fou un noble persa del segle vi aC que va viure en temps de Darios I el Gran. Hom li coneix un fill, Mardontes.
El rei Darios li va encarregar l'orde reial de fer executar Oretes, el sàtrapa rebel de Lídia (520 aC aC). Quan Bageu va arribar a Sardes, capital de Lídia, va comprovar la fidelitat de la guàrdia personal del sàtrapa tot comunicant-los diverses disposicions reials d'importància menor. Els guàrdies respongueren de tal manera que Bageu va considerar que eren fidels al rei, i, tot seguit, els comunicà l'orde d'executar Oretes; els guàrdies obeïren i mataren el seu sàtrapa.
Bageu degué ocupar el càrrec de sàtrapa, si més no durant un temps, fins que fou nomenat Òtanes.